# Thomas Moone
Thomas Moone, född 6 november 1908, död 27 juli 1986, var en amerikansk ishockeyspelare.
Moone blev olympisk bronsmedaljör i ishockey vid vinterspelen 1936 i Garmisch-Partenkirchen.